# Luby-Betmont
Luby-Betmont est une commune française située dans le nord du département des Hautes-Pyrénées, en région Occitanie. Sur le plan historique et culturel, la commune est dans l’ancien comté de Bigorre, comté historique des Pyrénées françaises et de Gascogne.
Exposée à un climat océanique altéré, elle est drainée par le Bouès, la Chella et par divers autres petits cours d'eau. La commune possède un patrimoine naturel remarquable composé d'une zone naturelle d'intérêt écologique, faunistique et floristique.
Luby-Betmont est une commune rurale qui compte 105 habitants en 2022, après avoir connu un pic de population de 502 habitants en 1876. Ses habitants sont appelés les Lubymontois ou  Lubymontoises.

## Géographie

### Localisation
La commune de Luby-Betmont se trouve dans le département des Hautes-Pyrénées, en région Occitanie.
Elle se situe à 19 km à vol d'oiseau de Tarbes, préfecture du département, et à 7 km de Trie-sur-Baïse, bureau centralisateur du canton des Coteaux dont dépend la commune depuis 2015 pour les élections départementales.
La commune fait en outre partie du bassin de vie de Trie-sur-Baïse.
Les communes les plus proches sont : 
Lamarque-Rustaing (1,9 km), Mun (2,2 km), Lubret-Saint-Luc (2,3 km), Villembits (2,4 km), Osmets (2,4 km), Vidou (2,6 km), Sère-Rustaing (3,7 km), Lalanne-Trie (4,0 km).
Sur le plan historique et culturel, Luby-Betmont fait partie de l’ancien comté de Bigorre, comté historique des Pyrénées françaises et de Gascogne créé au IXe siècle puis rattaché au domaine royal en 1302, inclus ensuite au comté de Foix en 1425 puis une nouvelle fois rattaché au royaume de France en 1607. La commune est dans le pays de Tarbes et de la Haute Bigorre.

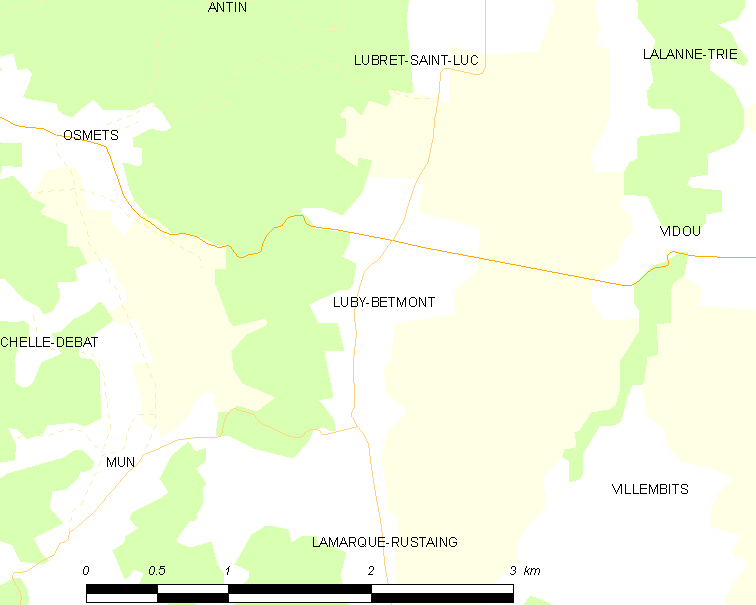
Carte de la commune de Luby-Betmont et des proches communes.

|        | Lubret-Saint-Luc  |            |
| Osmets | Luby-Betmont      | Vidou      |
| Mun    | Lamarque-Rustaing | Villembits |

### Paysages et relief

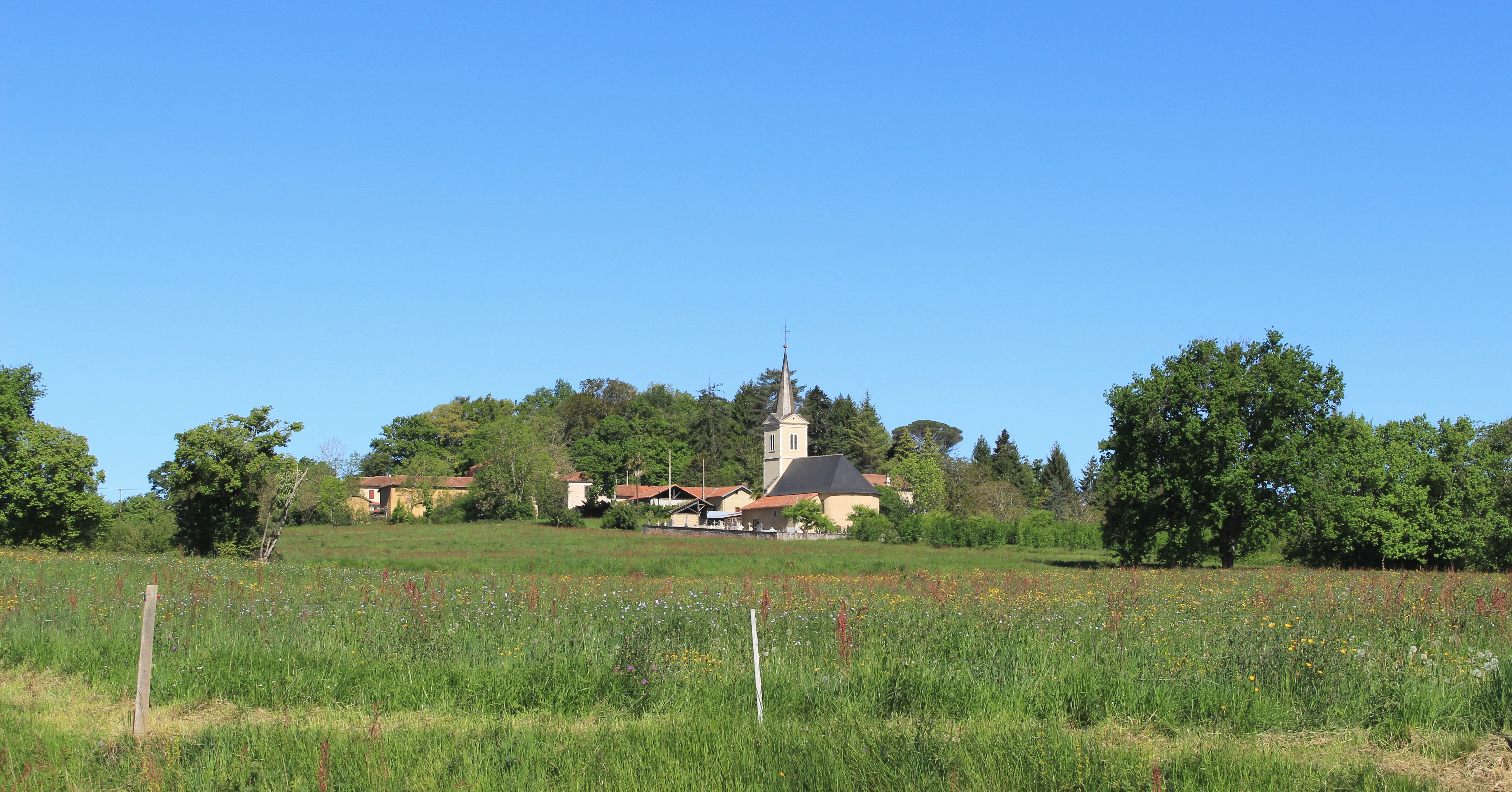
Localisation de Luby-Betmont dans le département des Hautes-Pyrénées.
- Vue de Luby.

### Hydrographie
Le ruisseau de Bouès arrose les terres de la commune du sud au nord et forme une partie de la limite est avec les communes de Villembits et Vidou.
       
La Chella, affluent droit de l'Arros, arrose les terres de la commune du sud au nord et forme une partie de la limite ouest avec la commune de Mun.
      
Le ruisseau de la Chourre qui prend sa source sur la commune, la traverse  d’est en ouest.
       
Le ruisseau de Roumégas affluent droit de la Chella  traverse la commune d’ouest en est et forme une partie de la limite nord sud avec la commune de Lubret-Saint-Luc.

### Climat
Le climat est tempéré de type océanique, en raison de l'influence proche de l'Océan Atlantique situé à peu près 150 km plus à l'ouest. La proximité des Pyrénées fait que la commune profite d'un effet de foehn, il peut aussi y neiger en hiver, même si cela reste inhabituel.
| Mois                              | jan.  | fév.  | mars  | avril | mai   | juin  | jui.  | août  | sep.  | oct.  | nov.  | déc.  | année   |
| --------------------------------- | ----- | ----- | ----- | ----- | ----- | ----- | ----- | ----- | ----- | ----- | ----- | ----- | ------- |
| Température minimale moyenne (°C) | 0,6   | 1,3   | 2,7   | 5,2   | 8,3   | 11,6  | 14,1  | 13,9  | 11,7  | 8     | 3,6   | 1,3   | 6,9     |
| Température moyenne (°C)          | 5,3   | 6,1   | 7,8   | 10    | 13,3  | 16,7  | 19,3  | 19    | 17,2  | 13,3  | 8,5   | 5,8   | 11,9    |
| Température maximale moyenne (°C) | 9,9   | 11    | 12,9  | 14,8  | 18,3  | 21,7  | 24,5  | 24    | 22,6  | 18,6  | 13,4  | 10,4  | 16,8    |
| Ensoleillement (h)                | 108,8 | 118,8 | 155,6 | 157,2 | 181,3 | 191,5 | 215,5 | 196,4 | 194,5 | 164,4 | 124,4 | 104,4 | 1 912,8 |
| Précipitations (mm)               | 112,8 | 97,5  | 100,2 | 105,7 | 113,6 | 80,7  | 57,3  | 70,3  | 71    | 85,2  | 93    | 112,1 | 1 099,4 |

### Milieux naturels et biodiversité

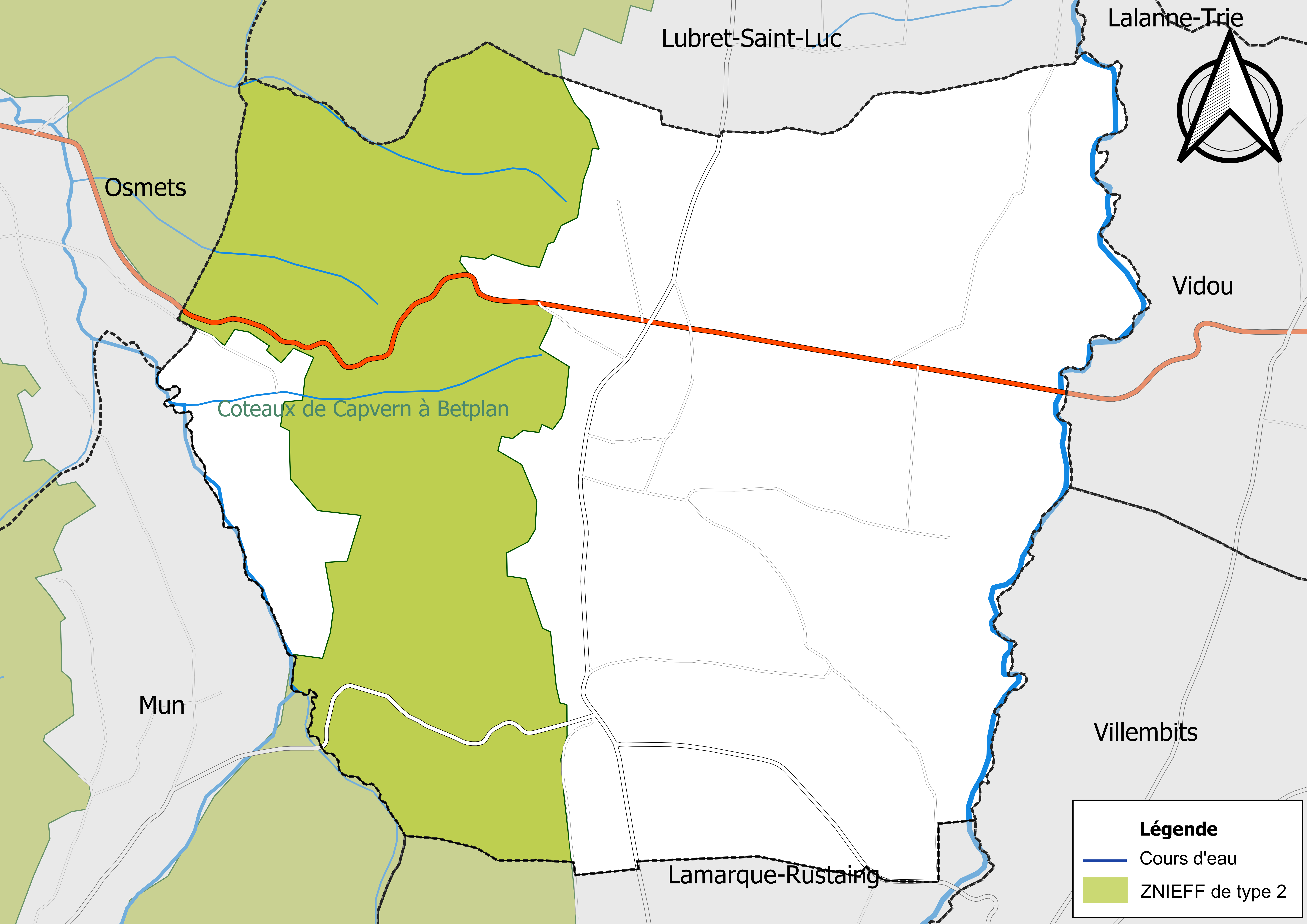
Carte de la ZNIEFF de type 2 localisée sur la commune.

L’inventaire des zones naturelles d'intérêt écologique, faunistique et floristique (ZNIEFF) a pour objectif de réaliser une couverture des zones les plus intéressantes sur le plan écologique, essentiellement dans la perspective d’améliorer la connaissance du patrimoine naturel national et de fournir aux différents décideurs un outil d’aide à la prise en compte de l’environnement dans l’aménagement du territoire.
Une ZNIEFF de type 2 est recensée sur la commune :
les « coteaux de Capvern à Betplan » (10 246 ha), couvrant 46 communes dont huit dans le Gers et 38 dans les Hautes-Pyrénées.

## Urbanisme

### Typologie
Au 1er janvier 2024, Luby-Betmont est catégorisée commune rurale à habitat très dispersé, selon la nouvelle grille communale de densité à sept niveaux définie par l'Insee en 2022.
Elle est située hors unité urbaine et hors attraction des villes,.

### Occupation des sols
L'occupation des sols de la commune, telle qu'elle ressort de la base de données européenne d’occupation biophysique des sols Corine Land Cover (CLC), est marquée par l'importance des territoires agricoles (73,4 % en 2018), une proportion identique à celle de 1990 (73,4 %). La répartition détaillée en 2018 est la suivante : 
terres arables (50,5 %), forêts (26,6 %), zones agricoles hétérogènes (16,8 %), prairies (6,2 %).
L'IGN met par ailleurs à disposition un outil en ligne permettant de comparer l’évolution dans le temps de l’occupation des sols de la commune (ou de territoires à des échelles différentes). Plusieurs époques sont accessibles sous forme de cartes ou photos aériennes : la carte de Cassini (XVIIIe siècle), la carte d'état-major (1820-1866) et la période actuelle (1950 à aujourd'hui).

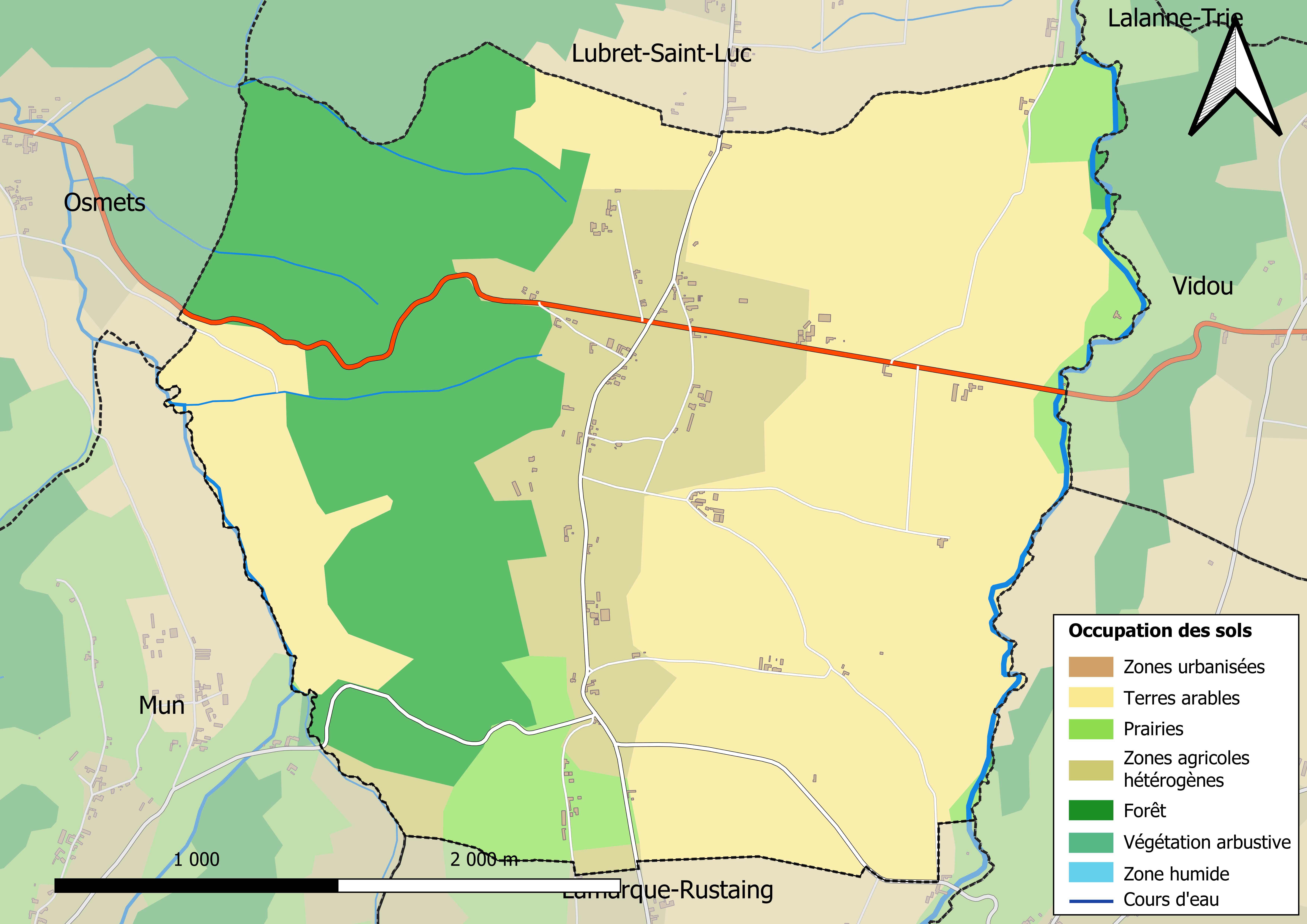
Carte des infrastructures et de l'occupation des sols en 2018 (CLC) de la commune.
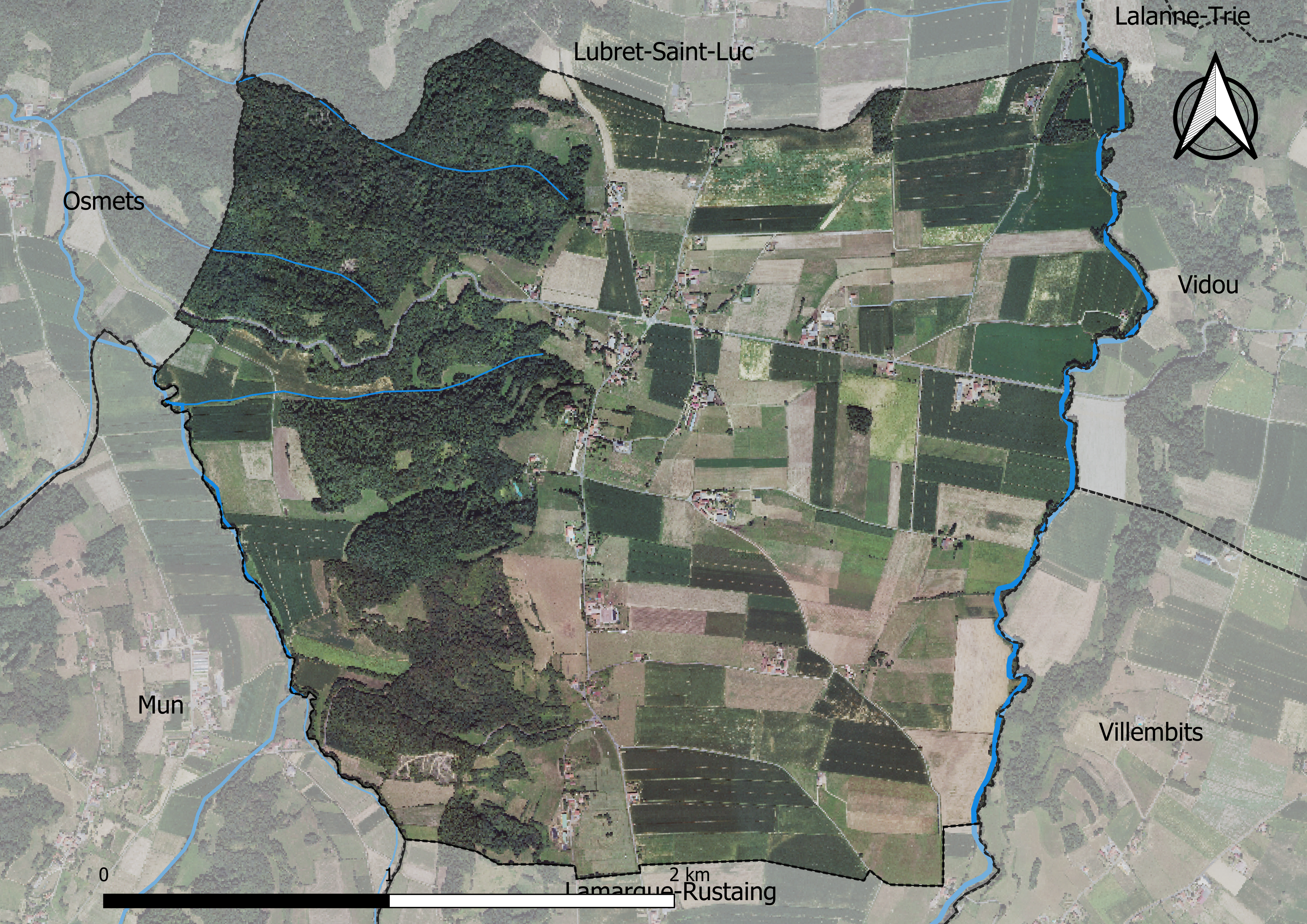
Carte orthophotogrammétrique de la commune.

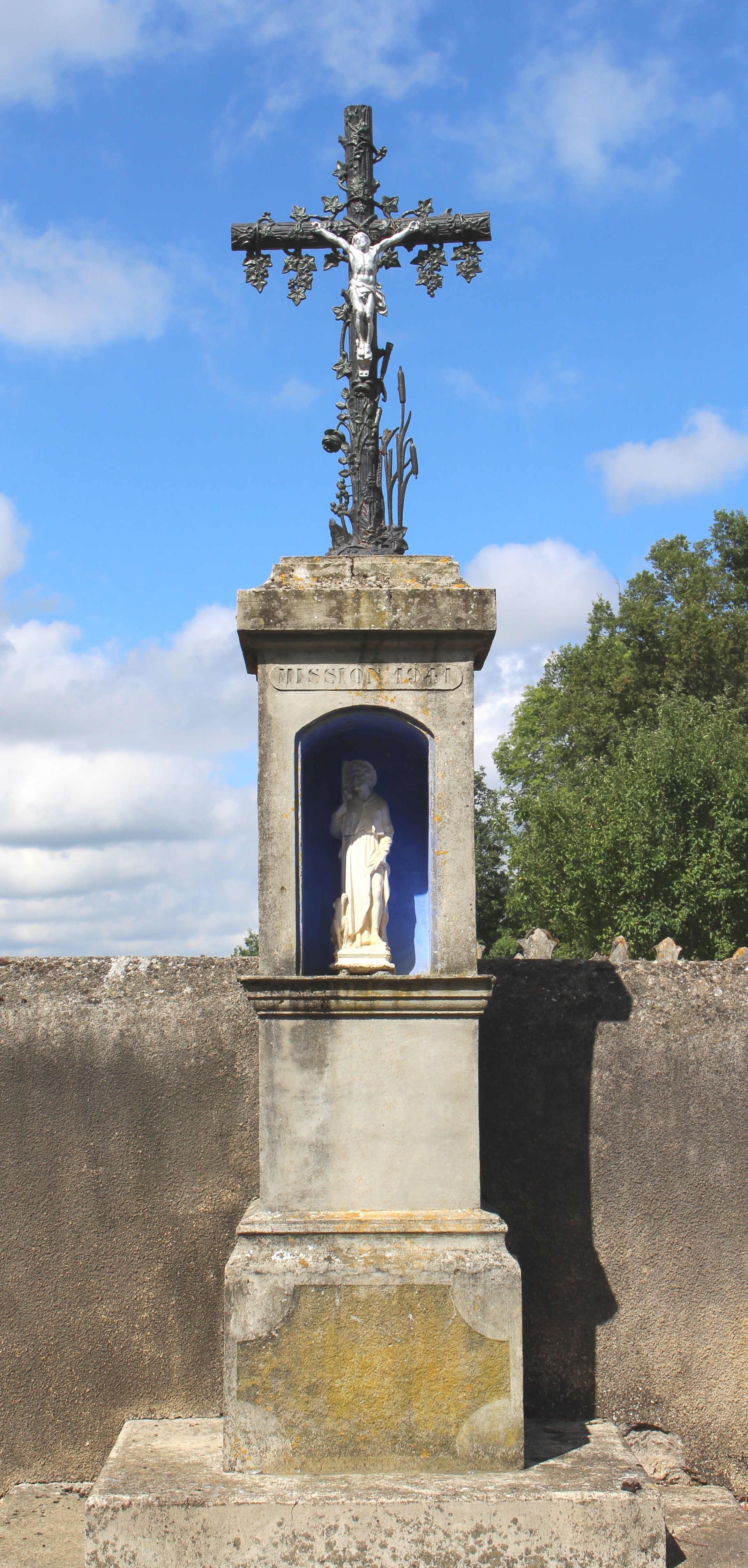
L’ oratoire de Betmont.

### Logement
En 2012, le nombre total de logements dans la commune est de 56.

Parmi ces logements, 80,4 % sont des résidences principales, 8,9 % des résidences secondaires et 10,7 % des logements vacants.

### Voies de communication et transports
Cette commune est desservie par la route départementale D 632 et par les routes départementales D 1 et D 11.

## Toponymie

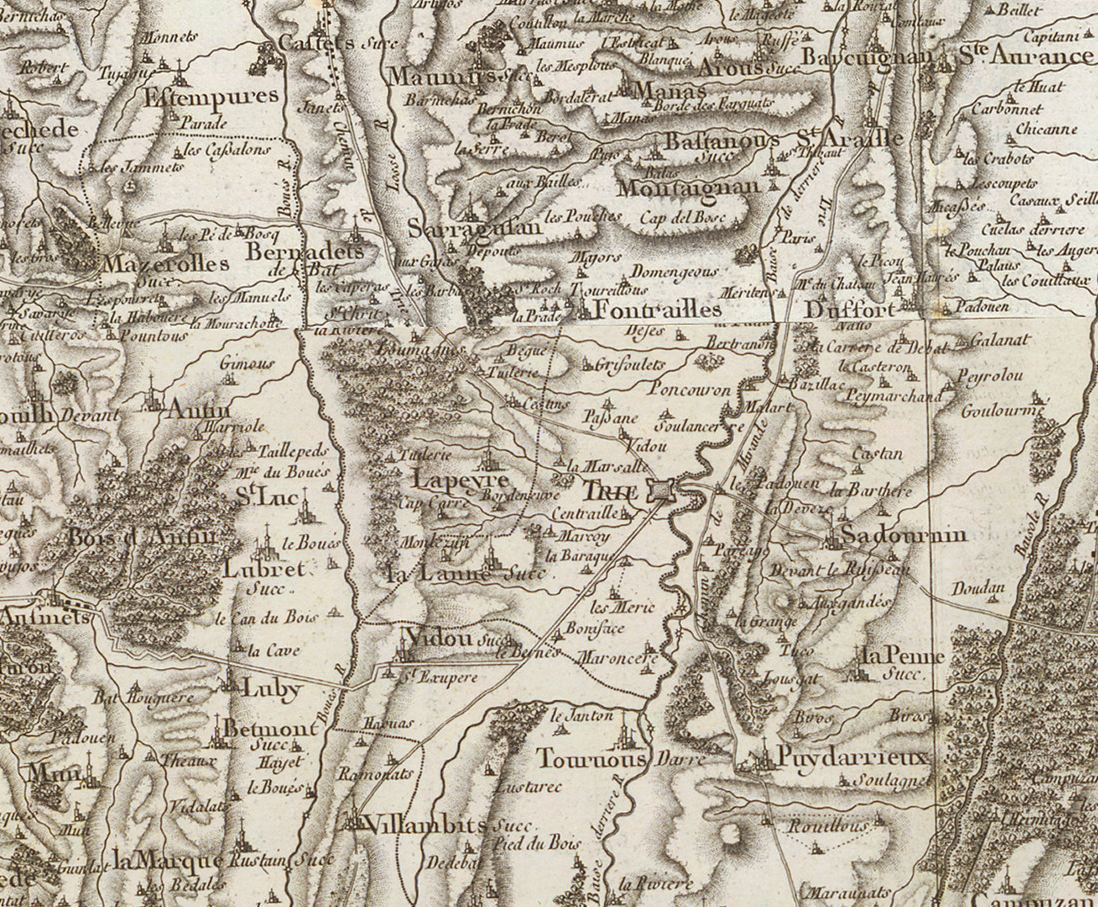
Extrait de la carte de Cassini (entre 1756 et 1789) situant Luby-Betmont au sud ouest de Trie-sur-Baïse

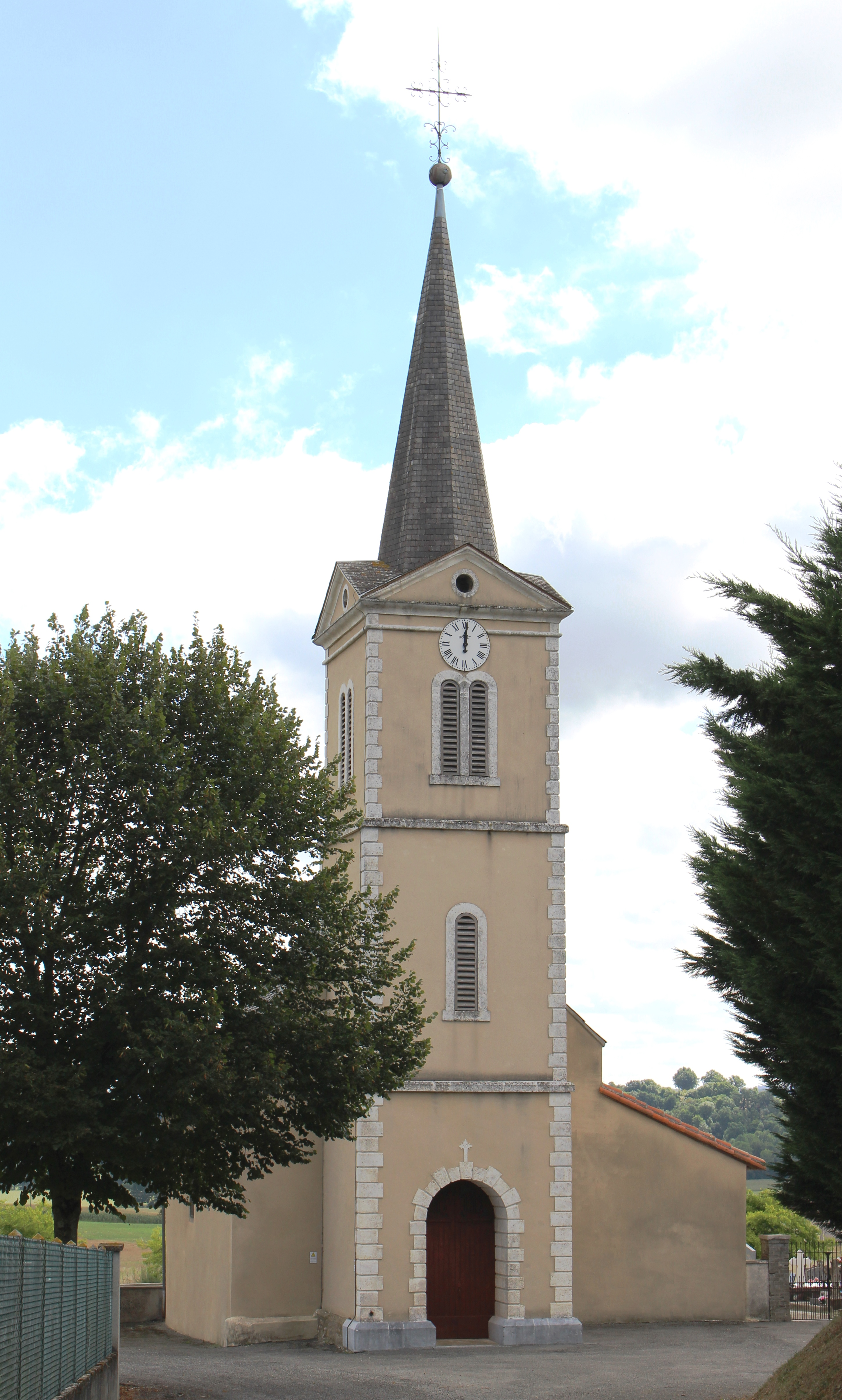
L'église.

On trouvera les principales informations dans le Dictionnaire toponymique des communes des Hautes Pyrénées de Michel Grosclaude et Jean-François Le Nail qui rapporte les dénominations historiques du village :

### Luby
Dénominations historiques :
- Lube (1285, montre Bigorre) ;
- Garsias Arnaldi de Lubev latin et gascon (1300, enquête Bigorre) ;
- Guillelmus de Lubi, latin et gascon (ibid.) ;
- Lube (1313, Debita regi Navarre) ;
- Lubi (1342, pouillé de Tarbes) ;
- Lube (1369, Larcher, Castelbajac ; 1379, procuration Tarbes) ;
- Lube (1429, censier de Bigorre) ;
- Luby (1614, Guillaume Mauran) ;
- Luby (fin XVIIIe siècle, carte de Cassini).

Nom occitan : Lube.

### Betmont
Dénominations historiques :
- De Bello Monte, latin (1313, Debita regi Navarre) ;
- De Ballo Monte, latin (1342, pouillé de Tarbes) ;
- Bet Mont (1429, censier de Bigorre) ;
- Betmont (fin XVIIIe siècle, carte de Cassini).

Étymologie : en gascon : beau mont.
Nom occitan : Bèthmont.

## Histoire
En 1852, les communes de Luby et de Betmont ont fusionné en une seule pour donner Luby-Betmont.

### Cadastre napoléonien de Luby-Betmont
- Le plan cadastral napoléonien de Luby est consultable sur le site des archives départementales des Hautes-Pyrénées[11].
- Le plan cadastral napoléonien de Betmont est consultable sur le site des archives départementales des Hautes-Pyrénées[12].

## Politique et administration

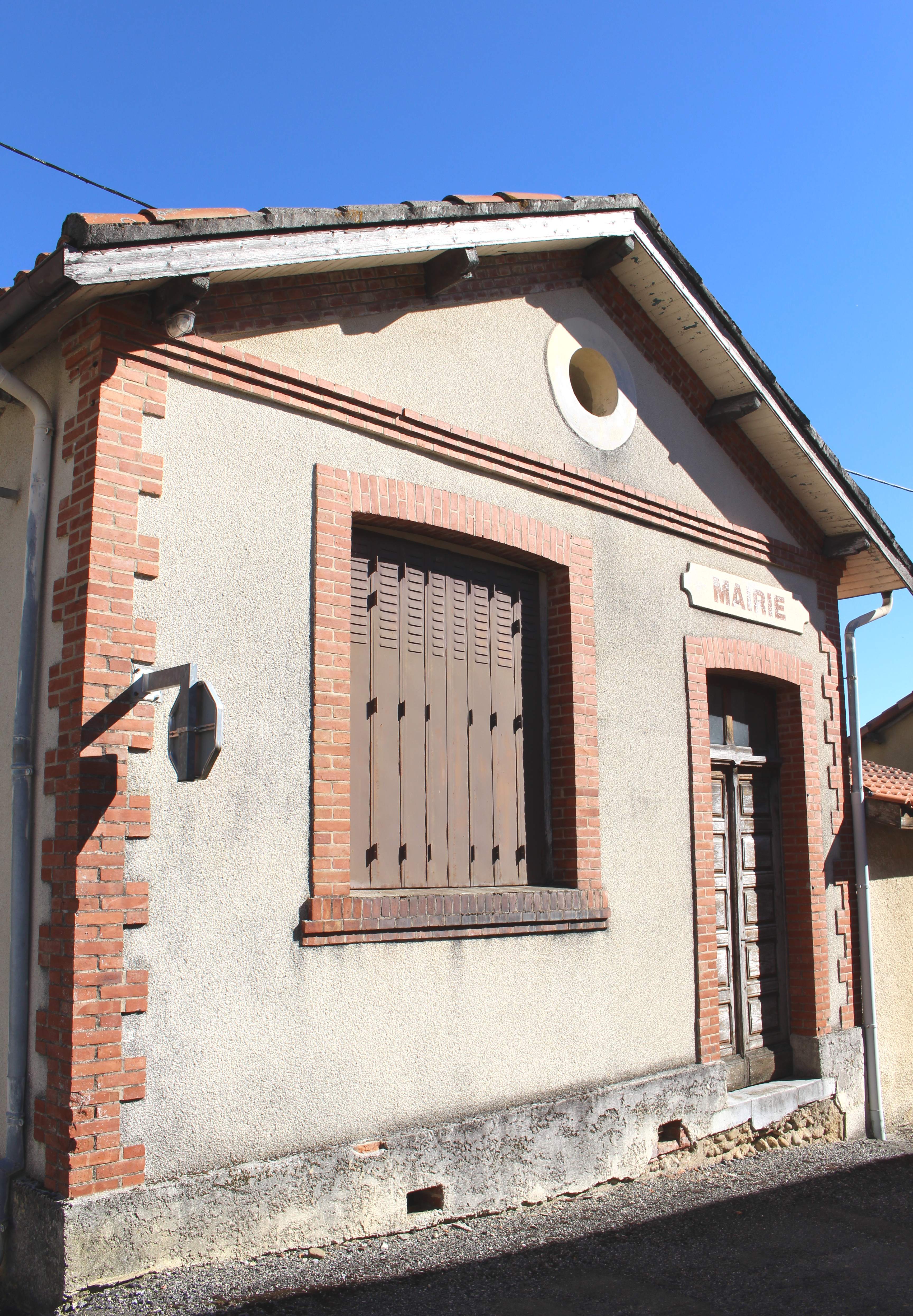
La mairie en 2016.

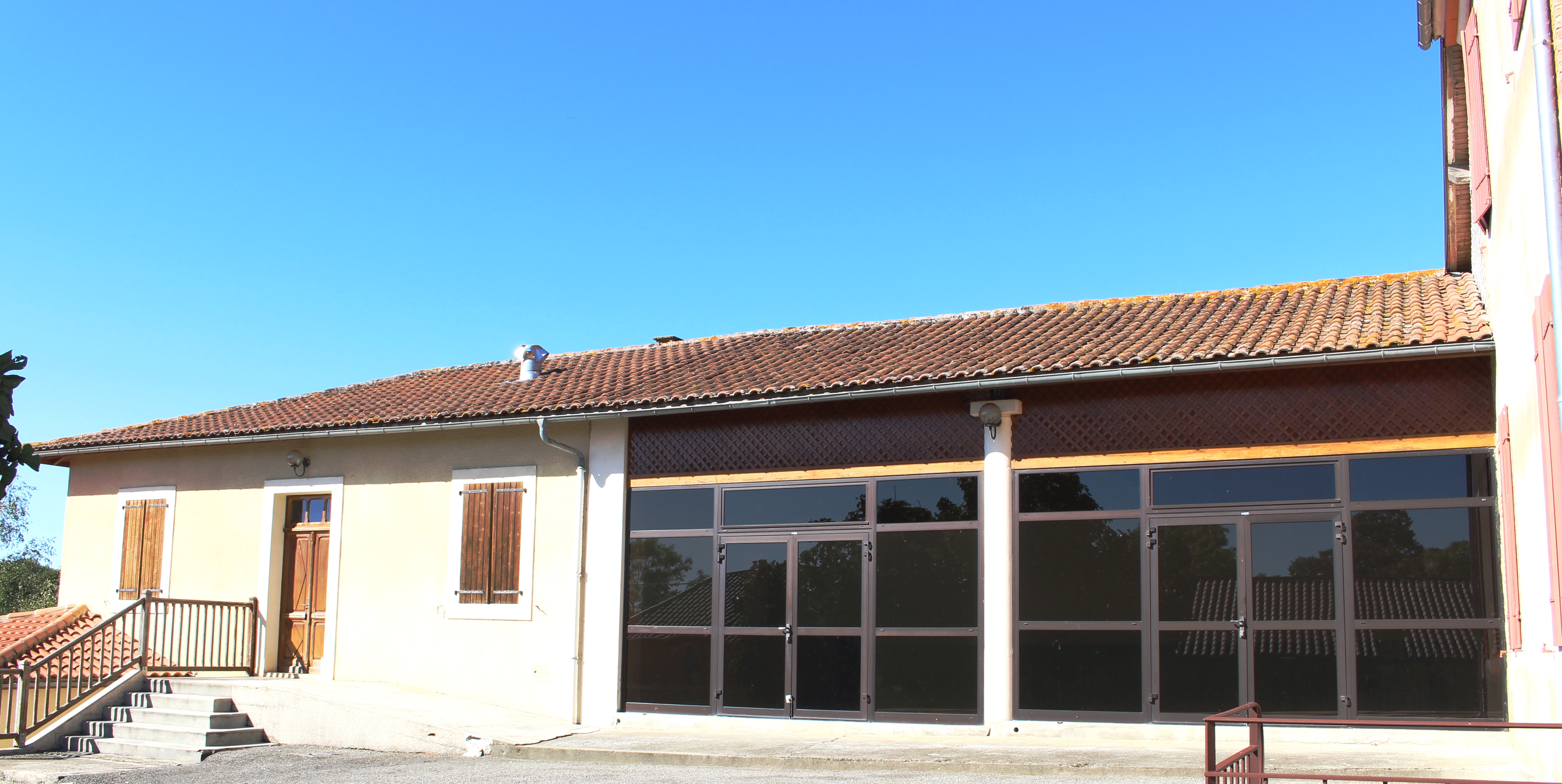
Le foyer rural en 2016.

### Liste des maires
| Période                                  | Période   | Identité      | Étiquette | Qualité |
| ---------------------------------------- | --------- | ------------- | --------- | ------- |
| Les données manquantes sont à compléter. |           |               |           |         |
|                                          |           |               |           |         |
| mars 1995                                | mars 2001 | Gabriel Cazes |           |         |
| mars 2001                                | En cours  | Yves Cieutat  |           |         |

### Rattachements administratifs et électoraux

#### Historique administratif
Pays et sénéchaussée de Bigorre, quarteron de Rabastens et baronnie de Saint-Luc pour Luby, quarteron de Tarbes et seigneurie de Betmont pour Betmont, canton de Trie (depuis 1790). Luby et Betmont sont réunies en 1852.

#### Intercommunalité
Luby-Betmont appartient à la communauté de communes du Pays de Trie et du Magnoac créée en janvier 2017 et qui réunit 50 communes.

## Population et société

### Démographie

#### Évolution démographique

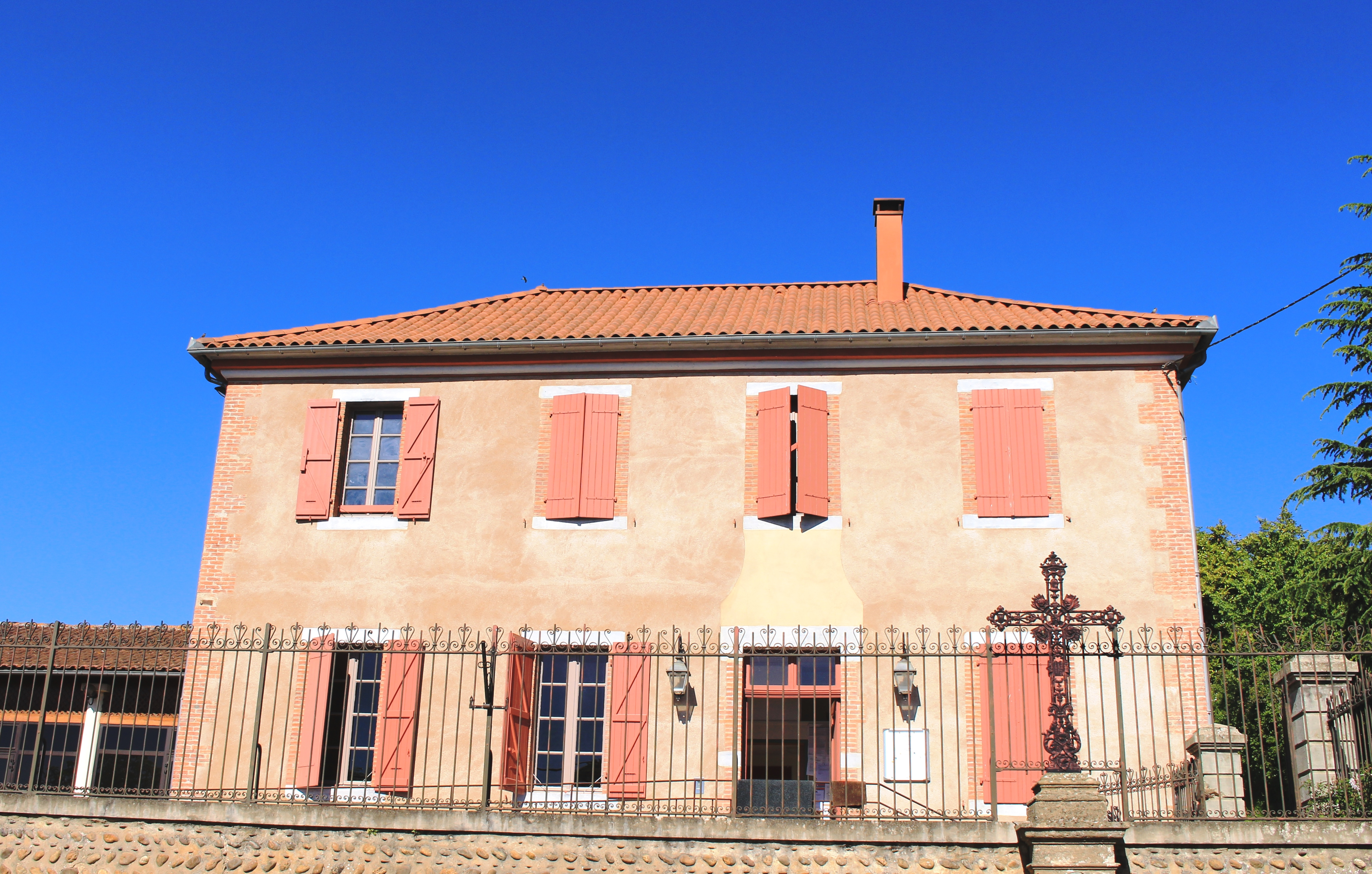
L’ancienne école en 2019.

| 1793 | 1800 | 1806 | 1821 | 1831 | 1836 | 1841 | 1846 | 1851 |
| ---- | ---- | ---- | ---- | ---- | ---- | ---- | ---- | ---- |
| 126  | 110  | 134  | 193  | 228  | 277  | 256  | 304  | 429  |

| 1856 | 1861 | 1866 | 1876 | 1881 | 1886 | 1891 | 1896 | 1901 |
| ---- | ---- | ---- | ---- | ---- | ---- | ---- | ---- | ---- |
| 444  | 452  | 472  | 502  | 406  | 401  | 403  | 406  | 268  |

| 1906 | 1911 | 1921 | 1926 | 1931 | 1936 | 1946 | 1954 | 1962 |
| ---- | ---- | ---- | ---- | ---- | ---- | ---- | ---- | ---- |
| 247  | 259  | 256  | 223  | 218  | 198  | 202  | 181  | 168  |

| 1968 | 1975 | 1982 | 1990 | 1999 | 2006 | 2011 | 2016 | 2021 |
| ---- | ---- | ---- | ---- | ---- | ---- | ---- | ---- | ---- |
| 148  | 147  | 145  | 128  | 121  | 107  | 104  | 104  | 107  |

| 2022 | - | - | - | - | - | - | - | - |
| ---- | - | - | - | - | - | - | - | - |
| 105  | - | - | - | - | - | - | - | - |

### Enseignement
La commune dépend de l'académie de Toulouse. Elle ne dispose plus d'école en 2016.

## Économie

### Emploi
|                | 2008  | 2013  | 2018   |
| -------------- | ----- | ----- | ------ |
| Commune        | 3 %   | 6,2 % | 10,2 % |
| Département    | 7,7 % | 9,4 % | 9,8 %  |
| France entière | 8,3 % | 10 %  | 10 %   |

En 2018, la population âgée de 15 à 64 ans s'élève à 62 personnes, parmi lesquelles on compte 74,6 % d'actifs (64,4 % ayant un emploi et 10,2 % de chômeurs) et 25,4 % d'inactifs,. En  2018, le taux de chômage communal (au sens du recensement) des 15-64 ans est supérieur à celui du département et de la France, alors qu'en 2008 la situation était inverse.
La commune est hors attraction des villes,. Elle compte 15 emplois en 2018, contre 14 en 2013 et 15 en 2008. Le nombre d'actifs ayant un emploi résidant dans la commune est de 40, soit un indicateur de concentration d'emploi de 36,8 % et un taux d'activité parmi les 15 ans ou plus de 50 %.
Sur ces 40 actifs de 15 ans ou plus ayant un emploi, 15 travaillent dans la commune, soit 37 % des habitants. Pour se rendre au travail, 76,3 % des habitants utilisent un véhicule personnel ou de fonction à quatre roues, 2,6 % s'y rendent en deux-roues, à vélo ou à pied et 21,1 % n'ont pas besoin de transport (travail au domicile).

## Culture locale et patrimoine

### Lieux et monuments

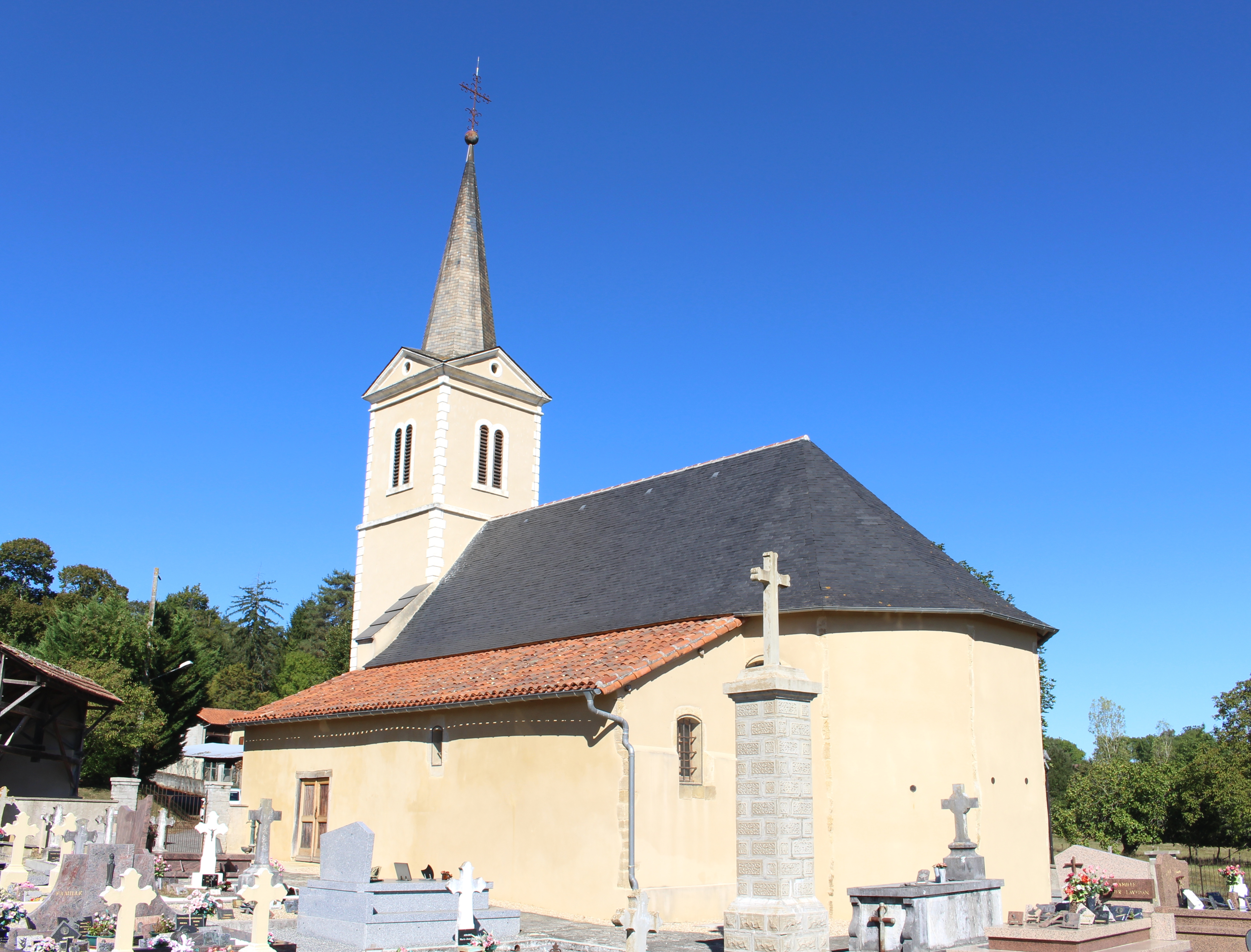
L'église Martyre-de-Saint-Jean-Baptiste en 2016.

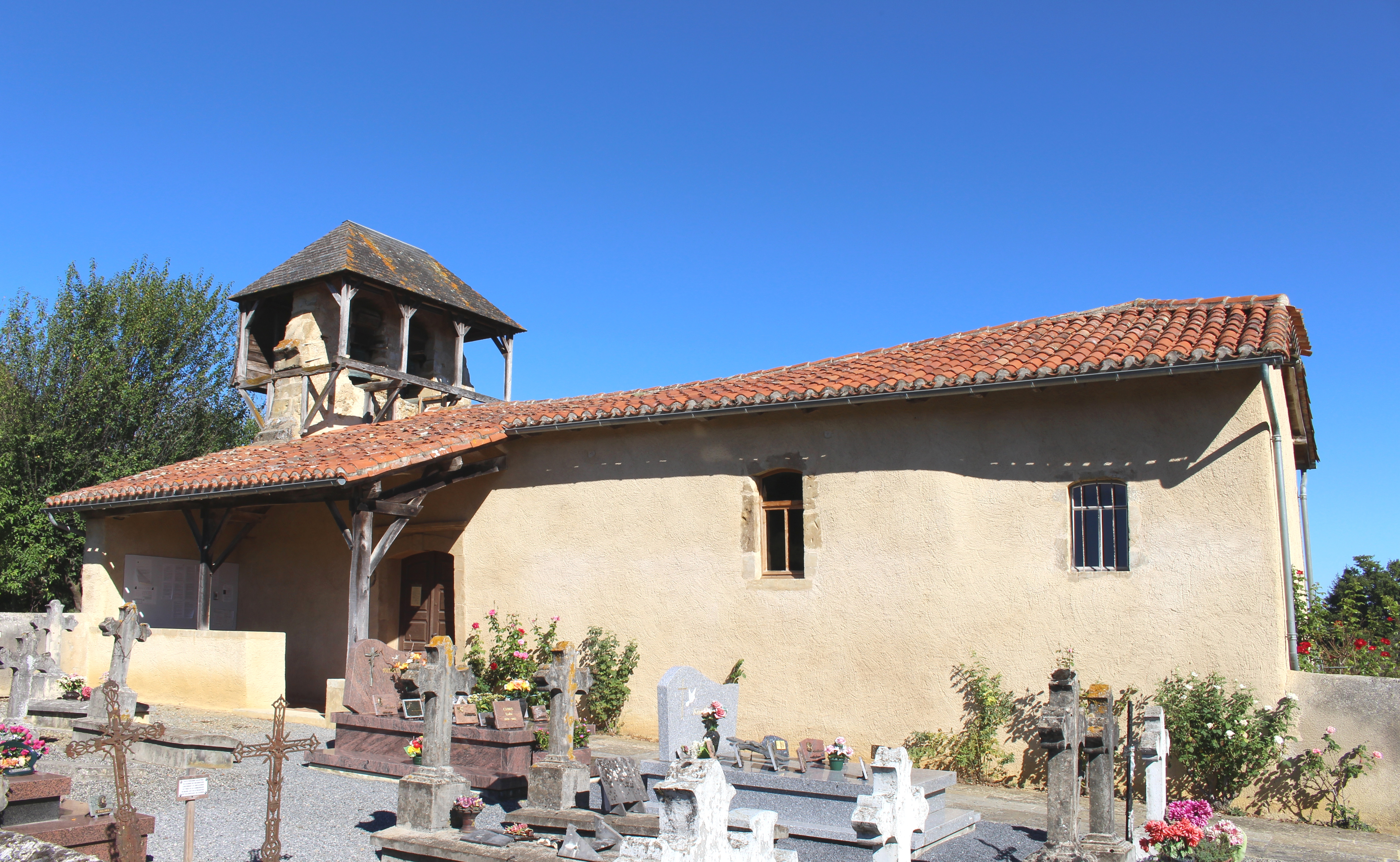
La chapelle Saint-Roch.

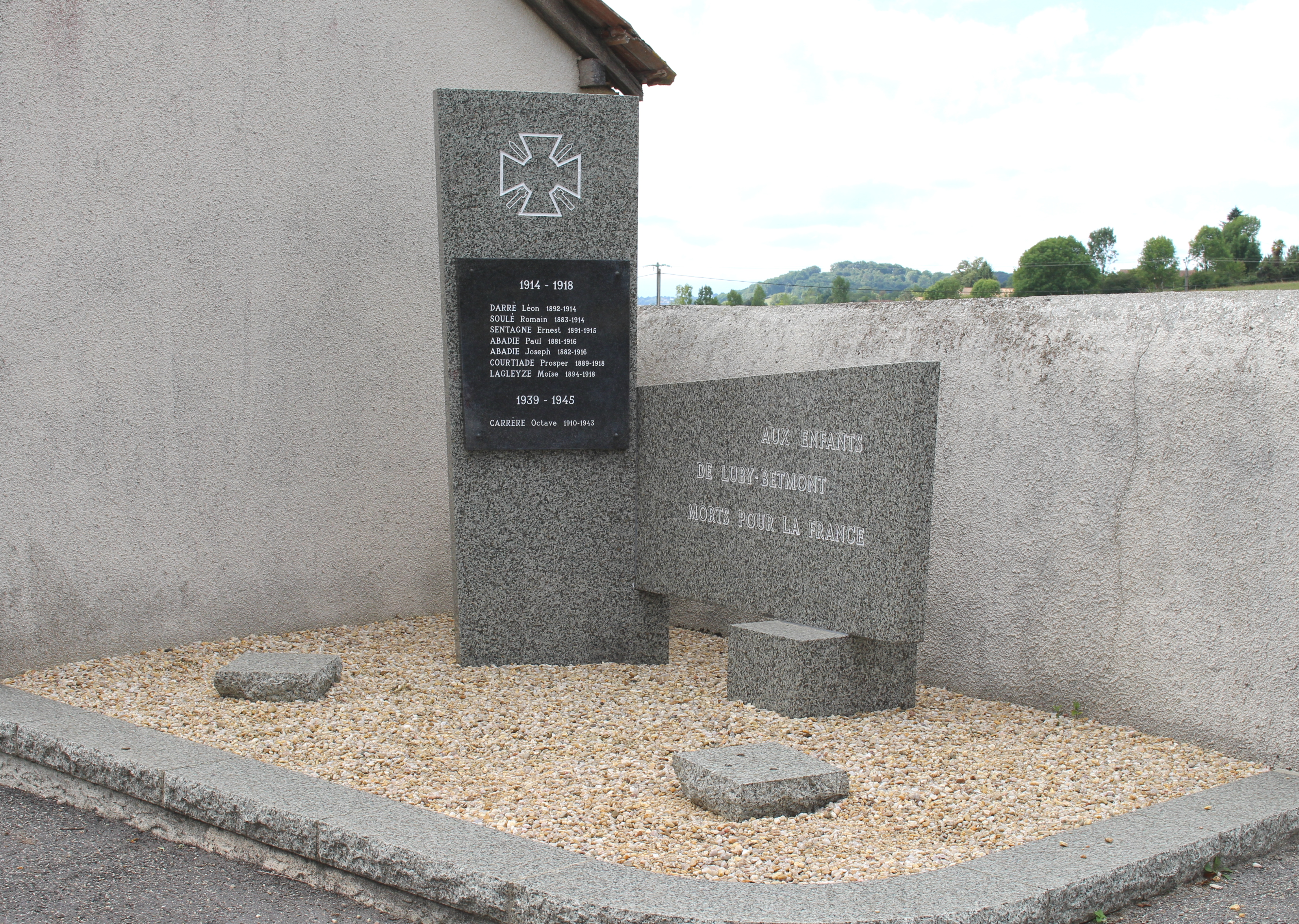
Le monument aux morts municipal.

- Église Martyre-de-Saint-Jean-Baptiste de Luby-Betmont.
- Chapelle Saint-Roch de Betmont.

### Héraldique
| Blason | Blasonnement : D'azur à une tour d'argent maçonnée de sable et ouverte du champ, posée sur un mont de sinople et accompagnée en chef à dextre d'un soleil et à senestre d'un croissant contourné, le tout d'or. Commentaires : délibération septembre 2012. |